# مارسلوس (نيويورك)
مارسلوس (بالإنجليزية: Marcellus, New York)‏ هي بلدة أمريكية تقع في الولايات المتحدة في نيويورك (ولاية). يقدر عدد سكانها بـ 6,210 نسمة .

## أعلام
- فريدريك ك. همفريز
- دان بيتش برادلي
- ناثان ك. هال